# Rétság (distrikt)
Rétság är ett distrikt i Ungern. Det ligger i provinsen Nógrád, i den nordvästra delen av landet, 50 km norr om huvudstaden Budapest.